# 레이건군

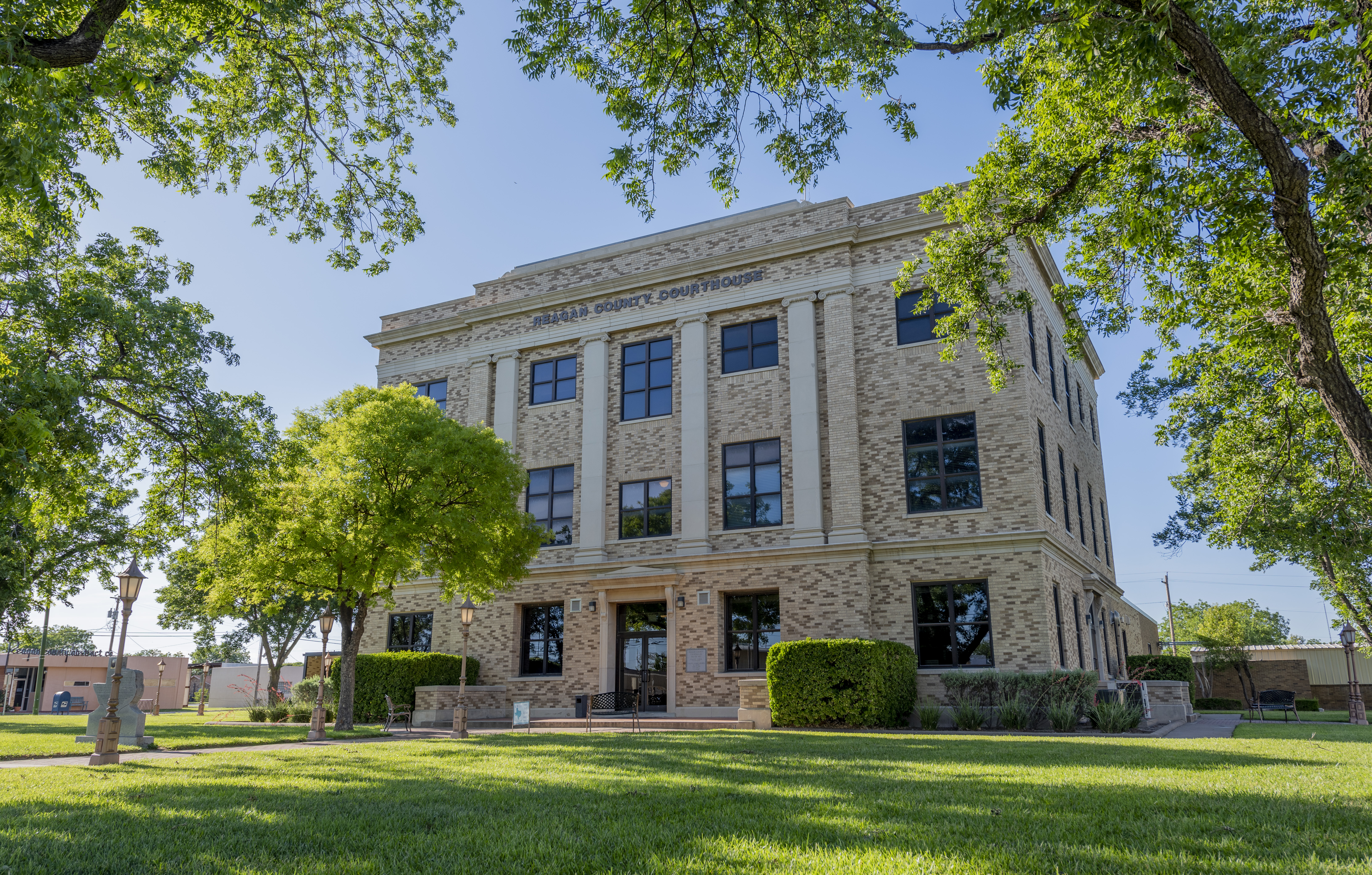

레이건군 또는 레이건 카운티(Reagan County)는 미국 텍사스주에 위치한 군이다. 2010년 기준으로 이 지역의 인구 수는 총 3,367명이다. 2018년 추산으로 이 지역의 총 인구 수는 3,741명이다.

## 인구
| 인구조사                                  | 인구  | Note  | %±     |
| ----------------------------------------- | ----- | ----- | ------ |
| 1910년                                    | 392   |       | —      |
| 1920년                                    | 377   |       | −3.8%  |
| 1930년                                    | 3,028 |       | 703.2% |
| 1940년                                    | 1,997 |       | −34.0% |
| 1950년                                    | 3,127 |       | 56.6%  |
| 1960년                                    | 3,782 |       | 20.9%  |
| 1970년                                    | 3,239 |       | −14.4% |
| 1980년                                    | 4,135 |       | 27.7%  |
| 1990년                                    | 4,514 |       | 9.2%   |
| 2000년                                    | 3,326 |       | −26.3% |
| 2010년                                    | 3,367 |       | 1.2%   |
| 2018 (추산)                               | 3,741 | [ 1 ] | 11.1%  |
| U.S. Decennial Census 1850–2010 2010–2014 |       |       |        |